# 广州救主堂
救主堂是英国圣公会在中国广州创建的一所教堂，位于越秀区珠光街道万福路184号。
1903年，圣公会港粤教区的英国主教派华人牧师莫寿增到广州，1904年在租屋设立事务所，先后在海珠区岐兴南约、东横街、南关福安里落脚，附设提多学校:432。到1912年，正式购地建造救主堂，建筑面积约1600平方米:439。1960年，兴华浸信会堂，循道会的高第堂，崇真会的越华堂，神召会的文明堂和大马站福音堂、约老会的维新堂以及基督复临安息日会的南关堂都被并入该堂:445。1966年文化大革命中救主堂被关闭，到19年后的1985年4月重新恢复开放:439，是广州第五个恢复开放的礼拜堂。
现时救主堂每周日有礼拜，分早堂、午堂、下午堂和晚堂。早堂上午9:00开始，主要为中老教友参与，使用广州话进行。午堂中午11:00开始，为青年崇拜，使用普通话进行。下午堂午后2:00开始，使用普通话进行。晚堂晚上7:30分起，使用普通话进行。
现任主任牧师吴忠武，牧师朱艳丽，宣教师陈俊承、徐海霞。